# National Public Radio
Pour les articles homonymes, voir NPR.
National Public Radio, abrégé en NPR, est le principal réseau de radiodiffusion non commercial et de service public (en anglais local : public radio) des États-Unis. NPR est une organisation de droit privé, à but non lucratif, qui fédère des stations de radio locales. Elle vend des programmes aux radios membres. NPR a été créé en 1970, à la suite du passage de la loi sur l'audiovisuel public de 1967, qui a créé la Corporation for Public Broadcasting et également conduit à la création du réseau de chaînes de télévision Public Broadcasting Service (PBS). Le réseau a été fondé le 24 février 1970, avec 90 stations de radio publiques comme membres de la charte. Cette évolution s'accompagne d'un désengagement du financement public.
À l'instar de ses concurrents, American Public Media et Public Radio International, NPR produit et distribue des actualités et de la programmation culturelle. Ses membres ne sont pas tenus de diffuser l'ensemble de ces programmes et la plupart des émissions sont diffusées à partir de nombreuses sources différentes. Ses programmes phares sont deux nouvelles émissions, Morning Edition et l'après-midi All Things Considered, les deux sont diffusées par presque toutes les sociétés affiliées à NPR et en 2002 sont les deuxième et troisième programmes radio les plus populaires dans le pays. Morning Edition a été le programme le plus populaire depuis 1979[pas clair].

## Financement

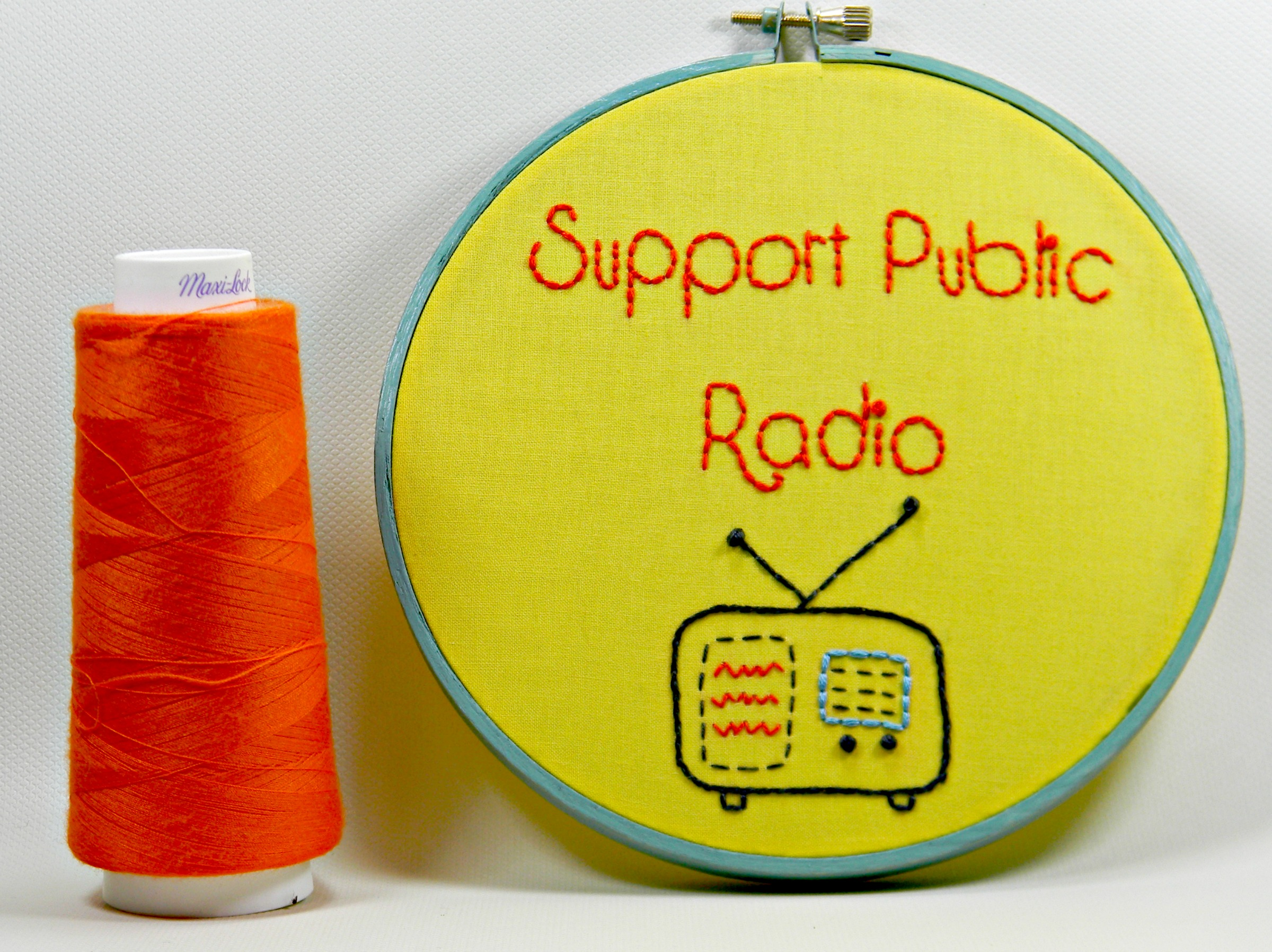
Un travail à l'aiguille fait maison avec le message support public radio pour montrer le soutien à la radio non commerciale aux Etats-Unis.

NPR rend publiques certaines informations sur son financement. Selon les données des états financiers de 2005, un peu plus de la moitié du budget de NPR provient des taxes et redevances perçus de ses stations membres. Environ 2 % du financement du NPR provient de subventions fédérales et étatiques et le reste des cotisations des membres de la station, de subventions versées par des fondations, et de souscription d'entreprise.
Au fil des années, la part du budget total de NPR issue des États et de la Fédération a diminué. Au cours des années 1970 et au début des années 1980, la majorité de ses fonds provenaient des États et de la Fédération. Des mesures ont été prises au cours des années 1980 pour sevrer complètement NPR de l'appui étatique, mais une crise financière majeure en 1983 a conduit à la quasi-disparition du réseau. Le désengagement des États fédérés et de l'État fédéral s'est accompagné d'une augmentation du financement par des mécènes : auditeurs, fondations à but de charité et des entreprises.
En 1995, deux « étudiants bien intentionnés mais mal avisés » ont lancé une pétition par courriel affirmant que sur « NPR's Morning Edition, Nina Tottenberg a déclaré que si la Cour suprême soutient le Congrès, il sera mis fin à la National Public Radio (NPR) ». Bien que la crise soit passée, la lettre continue à être diffusée sur Internet.
Contrairement aux radios commerciales, NPR ne diffuse pas de publicité, mais de brèves déclarations de ses principaux donateurs, appelés « spots de souscription ». Ces spots, surveillés par l'instance de régulation Federal Communications Commission (FCC), ne peuvent pas préconiser un produit ni contenir aucun « appel à l'action ». Les critiques de NPR soutiennent que la différence est exagérée[pas clair]. Puisque NPR ne dépend pas de recettes publicitaires, sa programmation est considérée comme moins sensationnaliste que celle des médias commerciaux.
Le 6 novembre 2003, NPR a reçu 200 millions de dollars de la succession de Joan Kroc, la veuve de Ray Kroc, fondateur de McDonald's Corporation. En 2003, le budget annuel de NPR a été de 101 millions de dollars. En 2004, il a augmenté de plus de 50 %, à 153 millions de dollars, grâce au cadeau des Kroc. En 2005, il est revenu à 120 millions de dollars.

## Les installations et les mesures d'audience

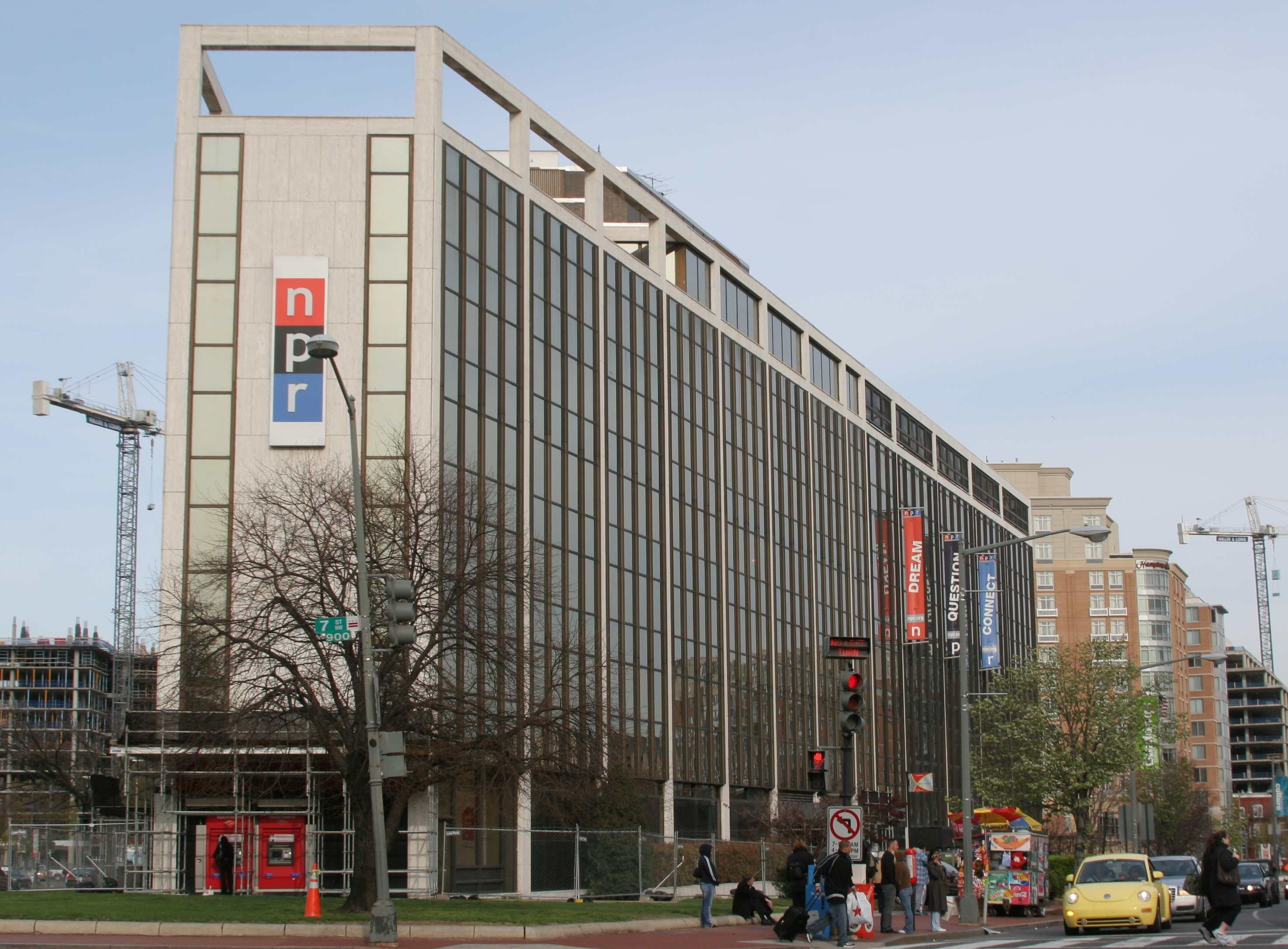
Siège de NPR à Washington, jusqu'en avril 2013

Les principales installations de production de NPR sont situées à Washington, depuis la création du réseau. Le 2 novembre 2002, des installations supplémentaires ont été implantées à Culver City, en Californie, sous la dénomination de NPR Ouest.
NPR Ouest a pour vocation d'améliorer la couverture de l'Ouest des États-Unis, d'étendre ses capacités de production et à créer des installations de production capables de maintenir NPR sur les ondes dans le cas d'une catastrophe à Washington.
Selon une étude de 2003 du Washington Monthly (en), environ 20 millions d'auditeurs sont à l'écoute chaque semaine sur NPR. En moyenne, ils ont environ 50 ans et gagnent un revenu annuel de 78 000 dollars environ. Son public est majoritairement blanc ; seulement 10 % sont soit Afro-Américains ou Hispaniques.
De 1999 à 2004, l'audience a augmenté d'environ 66 %. Cet accroissement peut avoir été le résultat d'un certain nombre de facteurs, y compris de l'intérêt public sur la couverture du 11 septembre 2001, des engagements de guerre, et d'un manque d'intérêt général pour d'autres stations de radio terrestre. NPR a attiré ces nouveaux auditeurs, alors que, dans le même temps, l'auditoire de la radio aux États-Unis a diminué rapidement.

## Programmation

### Programmes produits par NPR

#### Informations et émissions d'affaires publiques

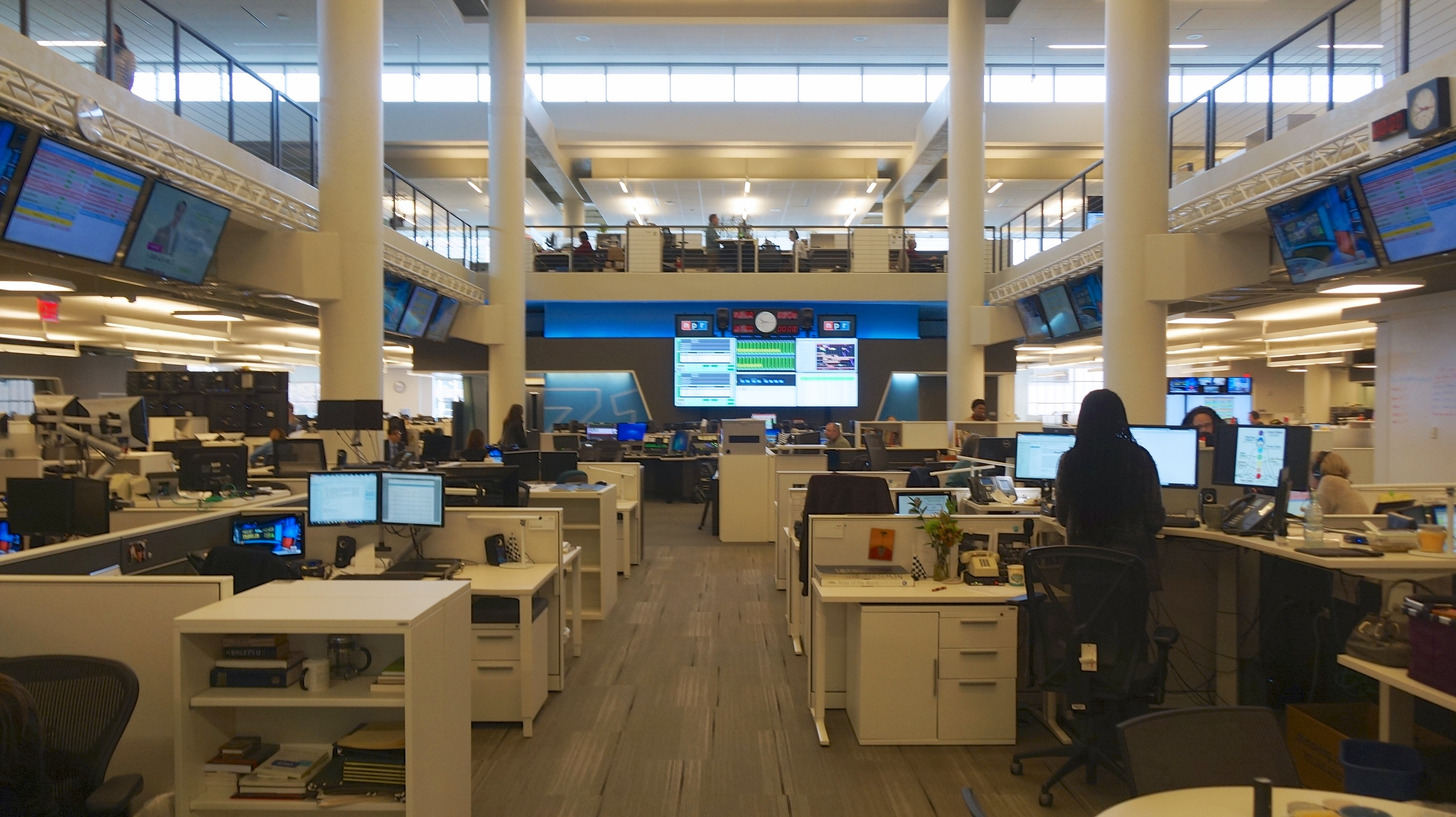
Rédaction de NPR à Washington

NPR produit une matinée et un après-midi de nouveaux programmes, qui tous deux ont également des éditions week-end avec différents hôtes. Elle produit également des nouvelles brèves chaque heure. NPR anciennement distribué par le World Radio Network, une compilation de l'actualité quotidienne des rapports de radio internationales, mais ce n'est plus le cas.
- All Things Considered, présenté par Robert Siegel, Michele Norris et Melissa Block
- Weekend All Things Considered, présenté par Deborah Elliott
- Day to Day, une collaboration avec Slate magazine ; présenté par Alex Chadwick
- Morning Edition, présenté par Steve Inskeep et Renée Montagne
- Weekend Edition Saturday, présenté par Scott Simon
- Weekend Edition Sunday, présentée par Liane Hansen
- Radio Expeditions (avec le National Geographic Society)
- The Motley Fool Radio Show : appel à l'investissement (avec David et Tom Gardner)
- Talk of the Nation : affaires publiques en appel (avec Neal Conan)
- Talk of the Nation - Science Friday : la science dans les questions d'appel (par Ira Flatow)
- News & Notes avec Ed Gordon : Noir / race / questions de diversité

#### Programmation culturelle
- En 2000, NPR coproduit et distribue 2000X, Hollywood Théâtre de l'oreille production de pièces radiophoniques de la science fiction, présenté dans le cadre de NPR Playhouse.
- At the Opera : une demi-heure avant le spectacle d'opéra (avec Lou Santacroce)
- Billy Taylor's Jazz at the Kennedy Center (NPR Jazz, John F. Kennedy Center for Performing Arts)
- Earplay : Novatrice anthologie radiophonique (1971–1981)
- Jazz Profiles (avec Nancy Wilson, NPR Jazz)
- NPR Playhouse : pièces radiophoniques (1981–2002)
- NPR World of Opera (avec Steve Curwood)
- Performance Today : musique classique (chaque semaine avec Fred Child, le weekend avec Korva Coleman)
- SymphonyCast : représentations internationales d'orchestres (avec Korva Coleman)
- The Thistle & Shamrock : musique celtique (avec Fiona Ritchie)
- Wait Wait... Don't Tell Me! : le quiz d'information de NPR (avec Chicago Public Radio)

### Programmes distribués par NPR
Les émissions populaires notamment distribué par NPR avec l'émission d'interview de Terry Gross Fresh Air et Car Talk, avec en vedettes Click and Clack, the Tappet Brothers (a.k.a. Tom and Ray Magliozzi).
- Car Talk : humoriste en conseils de voiture (WBUR)
- On Point : affaires publiques en appel (avec Tom Ashbrook, (WBUR)
- The Diane Rehm Show : affaires publiques en appel (avec Diane Rehm, WAMU)
- Fresh Air : interviews (avec Terry Gross, WHYY-FM) à Philadelphie. Le spectacle est connu pour capter des entrevues avec des invités de la littérature, de la science, de la musique, du cinéma, et plus encore.
- JazzSet (avec Dee Dee Bridgewater, (WBGO)
- Justice Talking : les questions juridiques (avec Margot Adler, University of Pennsylvania's Annenberg Public Policy Center)
- Latino USA : les questions Latino (avec Maria Hinojosa, KUT Radio)
- Living on Earth : les questions environnementales (avec Steve Curwood)
- Only A Game : les questions sportives (avec Bill Littlefield, WBUR)
- On the Media : les questions médiatiques (avec Brooke Gladstone et Bob Garfield, WNYC)
- Piano Jazz (avec Marian McPartland, South Carolina Educational Radio)
- Says You! : émission de jeux de mots (WGBH)
- Selected Shorts : lectures dramatiques (avec Isaiah Sheffer, Symphony Space, WNYC)
- Sunday Baroque : musique baroque (avec Suzanne Bona (WSHU-FM (en))

### Programmes radio publique NPR qui ne sont pas affiliés
Individuellement les stations NPR peuvent diffuser la programmation à partir de sources qui n'ont pas d'affiliation formelle avec NPR.
- The Sound of Young America : Interviews and comiques, avec Jesse Thorn, Santa Cruz, CA.
- Music from the Hearts of Space : New Age (avec Stephen Hill), Sausalito, CA.
- Here and Now : informations, les affaires courantes et de la culture (avec Robin Young, WBUR)
- Jazz from Lincoln Center (Wynton Marsalis, avec Ed Bradley, Marray Street Productions)
- The Merrow Report : les questions d'éducation (avec John Merrow, Learning Matters Inc.)
- Forum : appel en table ronde très vaste, rubriques national et local (avec Michael Krasny), KQED.
- Planetary Radio : space exploration émission de radio (avec Mat Kaplan, The Planetary Society, Pasadena, CA), KUCI, WMUH, WSDL, KAWC.

De nombreuses émissions produites ou distribuées par Public Radio International, telles que This American Life et Whad'Ya Know?, sont diffusées par les stations membres de NPR, même si les émissions ne sont pas affiliées à NPR. D'autres programmes populaires, comme A Prairie Home Companion et Marketplace sont produits par American Public Media, longtemps connue comme Minnesota Public Radio.

## Controverses

### Ligne éditoriale
Certains conservateurs ont affirmé que le réseau adapte son contenu aux préférences d'un public composé d'une « élite éduquée ». Si l'auditoire de NPR est plus susceptible d'être blanc et éduqué que le public des autres stations, des observateurs contestent l'allégation de « partialité libérale ».
Les militants de gauche ont affirmé que NPR s'adresse avant tout à ses bailleurs de fonds et évite les sujets controversés. Ils soutiennent que NPR évite certaines enquêtes mettant dans l'embarras ses contributeurs : organismes génétiquement modifiés (Monsanto), politique de la production alimentaire et de l'agriculture (Archer Daniels Midland), engagement syndical (chaîne de supermarché Wal-Mart). [réf. nécessaire]

### Minorités
La communauté afro-américaine a critiqué NPR pour ne pas être sensible à ses intérêts et ceux des autres groupes ethniques minoritaires. Ainsi, Tavis Smiley (en), un célèbre animateur noir de talk show, a démissionné de NPR, affirmant que NPR ne promouvait pas son programme pour les communautés minoritaires. En outre, il a reçu des plaintes de la part des auditeurs arguant que son ton était trop cassant et détonnait de celui de la grille de la radio publique.
Ces dernières années, la NPR a apporté quelques modifications pour séduire de nouveaux publics (les jeunes de groupes minoritaires). De 2002 à 2004, Tavis Smiley (en) a organisé un spectacle orienté vers les Afro-Américains, mais a quitté depuis le réseau, en faisant valoir que l'organisation n'a pas soutenu suffisamment la production. Les stations NPR sont connues depuis longtemps pour la diffusion de musique classique, mais la part de cette programmation a depuis diminué. De nombreuses stations se sont tournées vers plus d'information, tandis que d'autres ont changé leur programmation musicale pour attirer un public plus jeune. [réf. nécessaire]

### Twitter
Le 12 avril 2023, la radio annonce que ses comptes Twitter ne seront plus actifs, pour protester contre la décision du réseau social de lui accoler une étiquette de « média affilié à l'État américain »,.